# Chlorocoris subrugosus
Chlorocoris subrugosus är en insektsart som beskrevs av Carl Stål 1872. Chlorocoris subrugosus ingår i släktet Chlorocoris och familjen bärfisar. Inga underarter finns listade i Catalogue of Life.